# Hemolinfa
La hemolinfa (del griego haîma, sangre y del latín limpha, agua) es el líquido circulatorio del celoma o hemocele de ciertos animales invertebrados como los artrópodos y moluscos. Es el análogo a la sangre de los animales vertebrados. Su composición varía mucho de una especie a otra. Puede ser de diferentes colores (anaranjado, verdoso o incluso incolora); los pigmentos suelen proceder de la alimentación o de los procesos metabólicos. Dependiendo de los grupos, el transporte de gases es independiente del aparato circulatorio. Es el caso de los artrópodos con respiración traqueal. Por el contrario, cuando sí tiene esta función de transporte del oxígeno, aparece el pigmento hemocianina en decápodos, aunque en otros crustáceos hay hemoglobinas. A diferencia de la hemoglobina, la hemocianina en vez de contener hierro en el grupo hemo, contienen cobre. También hay células sanguíneas de diferentes tipos y funciones como los hemocitos, que juegan un papel importante en el sistema inmunitario, factores cicatrizantes, etc.

## Constituyentes
La hemolinfa puede contener agentes nucleantes que confieren protección contra la congelación extracelular. Dichos agentes nucleantes se han encontrado en la hemolinfa de insectos de varios órdenes, por ejemplo, coleópteros (escarabajos), dípteros (moscas) e himenópteros.

### Inorgánico
La hemolinfa está compuesta de agua, sales inorgánicas (principalmente sodio, cloro, potasio, magnesio y calcio) y compuestos orgánicos (principalmente carbohidratos, proteínas y lípidos). La principal molécula transportadora de oxígeno es la hemocianina.

### Aminoácidos
La hemolinfa de los artrópodos contiene altos niveles de aminoácidos libres. La mayoría de los aminoácidos están presentes, pero sus concentraciones relativas varían de una especie a otra. Las concentraciones de aminoácidos varían según la etapa de desarrollo del artrópodo. Un ejemplo de esto es el gusano de seda y su necesidad de glicina en la producción de seda.

### Proteínas
Las proteínas presentes en la hemolinfa varían en cantidad durante el curso del desarrollo. Estas proteínas se clasifican por sus funciones: proteínas croma, inhibidores de la proteasa, almacenamiento, transporte de lípidos, enzimas, vitelogeninas y aquellos involucrados en la respuesta inmune de los artrópodos. Algunas proteínas hemolinfáticas incorporan carbohidratos y lípidos en la estructura. 

### Otros constituyentes orgánicos
Los productos finales del metabolismo del nitrógeno están presentes en la hemolinfa en bajas concentraciones. Estos incluyen amoníaco, alantoína, ácido úrico y urea. Las hormonas artrópodas están presentes, destacándose la hormona juvenil. La trehalosa puede estar presente y, a veces, en grandes cantidades junto con la glucosa. Estos niveles de azúcar se mantienen mediante el control de las hormonas. Otros carbohidratos pueden estar presentes. Estos incluyen inositol, alcohol de azúcar, hexosaminas, manitol, glicerol y aquellos componentes que son precursores de la quitina. 
Los lípidos libres están presentes y se usan como combustible para el vuelo.

## Funciones
Las principales funciones de la hemolinfa son: 
- Transporte de nutrientes hacia los tejidos y de materiales de desecho a los órganos excretores.
- Coagulación para el cierre de heridas.
- Mecánicas: transmite presión en determinadas partes del cuerpo. Por ejemplo en el proceso de muda o en la expansión de las alas.
- Inmunidad frente a la invasión microbiana. Únicamente posee inmunidad innata, al igual que la mayoría de los seres vivos exceptuando los vertebrados que son los únicos que poseen además inmunidad adquirida.
- Transporte de oxígeno. En artrópodos sólo es importante en crustáceos, quelicerados sin sistema traqueal e insectos acuáticos y algunas pupas.
- Transporte de hormonas.
- Termorregulación en algunos órdenes como Odonata, Lepidoptera, Hymenoptera y Diptera.[4]
- Los hemocitos (células sanguíneas) desempeñan funciones inmunitarias.

## Sistema circulatorio
El sistema circulatorio de los insectos es un sistema abierto en el cual los órganos son bañados directamente por la hemolinfa, sólo existe un vaso sanguíneo dividido en cámaras. La zona posterior de este vaso se denomina corazón y está dotado de varias aberturas laterales llamadas ostiolos que permiten la entrada de hemolinfa en él. La parte anterior del vaso se llama aorta y consiste en un tubo recto y sin válvulas. 
El corazón aspira la hemolinfa de la cavidad abdominal y la propulsa hacia la cabeza, a través de la aorta, desde donde vuelve a filtrarse por los tejidos hacia la cavidad abdominal. En algunos insectos existen bombas accesorias destinadas a irrigar las patas, las alas o las antenas.